# سگ‌دخت
سگ‌دخت (گرجی: საგდუხტი) شهبانوی ایبری در شرق گرجستان در سده پنجم و همسر شاه مهرداد پنجم بود. او دختر برازبد، فرمانروای مهرانی گاردمان بود.